# 明阳镇
明阳镇是中华人民共和国四川省巴中市恩阳区下辖的一个镇。

## 行政区划
明阳镇下辖以下村级行政区划单位：
团结社区、凤梁村、双凤村、合治寨村、旱谷村、新石村、明扬村、大寨子村、何家坝村、五郎庙村、林家庙村、二郎庙村、新寺村、龚家梁村、高店子村和石梁村。